# Präsidentschaftswahl in Polen 2015
Die sechste Präsidentschaftswahl in Polen seit dem Beginn der Dritten Republik fand in ihrem ersten Wahlgang am 10. Mai 2015 statt. Zur Wahl stellten sich neben dem amtierenden Präsidenten Bronisław Komorowski (unterstützt von der liberal-konservativen Platforma Obywatelska) unter anderem der EU-Parlamentarier Andrzej Duda für die nationalkonservative Partei Recht und Gerechtigkeit und Paweł Kukiz als rechtspopulistischer, systemkritischer Einzelbewerber.
Entgegen allen Umfragen erreichte Duda bei der ersten Runde mit 34,76 Prozent der Stimmen den ersten Platz vor Komorowski mit 33,77 Prozent; den dritten Platz erhielt mit unerwarteten 20,8 Prozent Kukiz. In der Stichwahl zwischen den beiden Erstplatzierten am 24. Mai 2015 setzte sich Duda mit 51,55 Prozent der Stimmen gegen Komorowski mit 48,45 Prozent durch und war damit gewählter Präsident der Republik. Dies war der bis dahin knappste Ausgang bei einer Präsidentenwahl in der Geschichte Polens. Duda wurde am 6. August 2015 ins Amt eingeführt.

## Wahlverfahren
Art. 128 der polnischen Verfassung sieht vor, dass der Wahltermin vom Sejmmarschall festgelegt wird und 75 bis 100 Tage vor dem Ende der fünfjährigen Amtszeit des bisherigen Amtsinhabers an einem arbeitsfreien Tag liegen muss. Gewählt ist derjenige Kandidat, der in der unmittelbaren Wahl die absolute Mehrheit der Stimmen auf sich vereint. Gelingt das keinem der Kandidaten im ersten Wahlgang, findet zwei Wochen nach dem ersten Wahlgang, in diesem Fall also am 24. Mai 2015, eine Stichwahl zwischen den beiden stimmenstärksten Kandidaten des ersten Wahlgangs statt.
Passiv wahlberechtigt waren alle polnischen Staatsbürger, die das 35. Lebensjahr vollendet haben. Etwa 30 Millionen aktiv Wahlberechtigte waren aufgerufen, am 10. und 24. Mai zwischen 7 und 21 Uhr ihre Stimme abzugeben.

## Ausgangslage und Kandidatensuche
Nach dem Wechsel des Ministerpräsidenten Donald Tusk im September 2014 nach Brüssel, dessen sieben Jahre lang reibungsarm funktionierende Regierung für in der dritten Republik bisher unbekannte politische Stabilität gesorgt hatte, sieht sich seine Nachfolgerin Ewa Kopacz mit wachsender Unzufriedenheit konfrontiert. Ende 2014 verlor ihre Partei, die liberal-konservative Bürgerplattform, erstmals seit 2005 eine landesweite Wahl gegen ihre konservative Konkurrentin, die Partei Recht und Gerechtigkeit von Jarosław Kaczyński (26,7 zu 26,4 Prozent). Die Ankündigung der Regierung im Januar 2015, die traditionsreiche, aber krisengeschüttelte polnische Kohleindustrie zu sanieren und dabei vier von 14 Zechen der staatlichen Kompania Węglowa zu schließen, führte zu Massenprotesten; Tusk hatte vor der Europawahl in Polen 2014 noch verkündet, dass es zu keinen Zechenschließungen kommen werde. Nach der Ankündigung eines Generalstreiks zog die Regierung ihr Vorhaben zurück, blieb aber laut Umfragen beschädigt, zumal Kopacz daraufhin drei enge Mitarbeiter verließen und in der ideologisch und regional fragmentierten Bürgerplattform Flügelkämpfe wahrnehmbar wurden. Bisher war der amtierende polnische Präsident Komorowski, der von der Bürgerplattform unterstützt wird, von diesen Schwierigkeiten unbeeinflusst geblieben und verfügte nach einer Umfrage vom Dezember 2014 über eine sehr hohe Zustimmung zu seiner Amtsführung (73 Prozent) und über hervorragende persönliche Beliebtheitswerte (79 Prozent). Angesichts der starken Position Komorowskis traten gegen ihn keine Schwergewichte der polnischen Politik an, sondern eher Unbekannte sowie „Aussteiger und Quertreiber“, was als Problem für die noch ungefestigte polnische Demokratie bezeichnet worden ist.
Die konservative Partei Recht und Gerechtigkeit, die Mitte der 2000er Jahre unter den Brüdern Kaczyński die polnische Politik dominiert hatte, dann aber von Tusks Bürgerplattform auf den zweiten Platz verdrängt wurde, stand vor einem möglichen Comeback an die Regierung. Anstatt selbst anzutreten und bei einer Niederlage gegen den populären Amtsinhaber die Aussichten für die Parlamentswahl im Herbst zu schmälern, schickte der Vorsitzende Jarosław Kaczyński im November 2014 die frühere rechte Hand seines 2010 im Präsidentenamt gestorbenen Bruders Lech, Andrzej Duda, ins Rennen. Der EU-Parlamentarier galt als weithin respektiert und beliebt, aber kaum bekannt und bisher unerprobt in der ersten Reihe.
Der in den 1990er und frühen 2000er Jahren die politische Landschaft Polens dominierende ex-kommunistische, sozialdemokratische Bund der Demokratischen Linken, der durch die geschickt nach links integrierende Strategie der Bürgerplattform politisch an den Rand gedrängt worden war, hatte Probleme, einen geeigneten Kandidaten für die Wahl zu finden. Der Vorsitzende Leszek Miller lehnte eine eigene Kandidatur ab, um bei einer zu erwartenden Niederlage die Schwierigkeiten seiner Partei nicht noch zu verschärfen, und konnte seinen Wunschkandidaten Ryszard Kalisz intern nicht durchsetzen. Stattdessen wurde im Januar 2015 die fast unbekannte 35-jährige Magdalena Ogórek zur Kandidatin gekürt, deren Unbeschriebenheit als Kandidatin, ihr gutes Aussehen und ihre Bekanntheit aus Fernsehauftritten zu großer medialer Aufmerksamkeit, aber auch zu Spott führten. Im Lauf des Wahlkampfs distanzierte sich die Partei von der Kandidatin, die als Unabhängige nur mit finanzieller Unterstützung der Sozialdemokraten in die Wahl ging.
Die agrarisch geprägte Polnische Volkspartei, die bei der nächsten Parlamentswahl den Einzug als dritte Kraft anstrebt, stand vor der Entscheidung, überhaupt einen Kandidaten aufzustellen oder den amtierenden Präsidenten zu unterstützen, da die Stammwählerschaft der Partei kaum an Präsidentschaftswahlen teilnimmt und ihre Kandidaten in den letzten beiden Wahlen nur etwa zwei Prozent erhielten. Man entschied sich jedoch für einen eigenen Kandidaten, den Regionalpolitiker Adam Jarubas.
Die Präsidentschaftskandidatur des linksliberalen Janusz Palikot sah der Politikwissenschaftler Aleks Szczerbiak als dessen „letztes Aufgebot“ seiner politischen Karriere (,last hurrah‘).

## Liste der Kandidaten
Folgende Kandidaten konnten zur Wahl antreten, da sie zum 26. März 2015 bei der Wahlkommission mindestens 100.000 Unterstützerunterschriften vorgelegt hatten:
| Foto | Name                 | Alter | Ausbildung/Karriere                  | Parteizugehörigkeit                                                              | politische Ausrichtung                                                | Wahlslogan                                                                                  | Beleg  |
| ---- | -------------------- | ----- | ------------------------------------ | -------------------------------------------------------------------------------- | --------------------------------------------------------------------- | ------------------------------------------------------------------------------------------- | ------ |
|      | Grzegorz Braun       | 48    | - Regisseur - Dozent - Publizist     | parteilos                                                                        | - katholisch-traditionalistisch - monarchistisch - wirtschaftsliberal | Aby Polska nie zginęła („Damit Polen nicht untergeht“)                                      | [ 12 ] |
|      | Andrzej Duda         | 42    | - Jurist - EU-Parlamentarier         | Prawo i Sprawiedliwość (PiS) (unterstützt von Solidarna Polska und Polska Razem) | - christdemokratisch - nationalkonservativ - rechtspopulistisch       | Przyszłość ma na imię Polska („Die Zukunft hat den Namen Polen“)                            | —      |
|      | Adam Jarubas         | 40    | - Woiwodschaftsmarschall             | PSL                                                                              | - agrarisch - christdemokratisch                                      | Wybieramy przyszłość („Wir wählen die Zukunft“)                                             | [ 13 ] |
|      | Bronisław Komorowski | 62    | - amtierender Präsident              | Platforma Obywatelska (PO)                                                       | - liberal - zentristisch - christdemokratisch                         | Wybierz zgodę i bezpieczeństwo („Wähl Einigkeit und Sicherheit“)                            | —      |
|      | Janusz Korwin-Mikke  | 72    | - Redakteur - EU-Parlamentarier      | KORWiN                                                                           | - konservativ - libertär - wirtschaftsliberal                         | Dumna bogata Polska („Stolzes und reiches Polen“)                                           | [ 14 ] |
|      | Marian Kowalski      | 50    | - politischer Aktivist - Bodybuilder | Ruch Narodowy (RN)                                                               | - rechtspopulistisch - nationalistisch - rechtsextrem                 | Silny człowiek na trudne czasy („Starker Mann für schwierige Zeiten“)                       | [ 15 ] |
|      | Paweł Kukiz          | 51    | - Rock-Musiker                       | parteilos                                                                        | - Mehrheitswahlrecht - direkte Demokratie - rechtspopulistisch        | Potrafisz Polsko! („Polen – du kannst es!“)                                                 | [ 16 ] |
|      | Magdalena Ogórek     | 36    | - Historikerin                       | parteilos (unterstützt von SLD)                                                  | - sozialdemokratisch                                                  | Polska od nowa („Polen auf’s Neue“)                                                         | —      |
|      | Janusz Palikot       | 50    | - Mitglied des Sejm                  | Twój Ruch                                                                        | - linksliberal - libertär - antiklerikal                              | Aktywny prezydent – to jest możliwe („Aktiver Präsident – dies ist möglich“)                | [ 17 ] |
|      | Paweł Tanajno        | 39    | - Unternehmer                        | Demokracja Bezpośrednia (DB)                                                     | - direkte Demokratie - E-Demokratie - progressiv - regionalistisch    | Co zrobisz jak wygrasz?! Możesz! ("Was werden Sie tun, wenn Sie gewinnen?! Sie können es!") | [ 18 ] |
|      | Jacek Wilk           | 40    | - Rechtsanwalt                       | Kongres Nowej Prawicy (KNP)                                                      | - konservativ - libertär - wirtschaftsliberal                         | Poważnie o Polsce („Ernsthaft über Polen“)                                                  | [ 19 ] |

## Wahlkampf

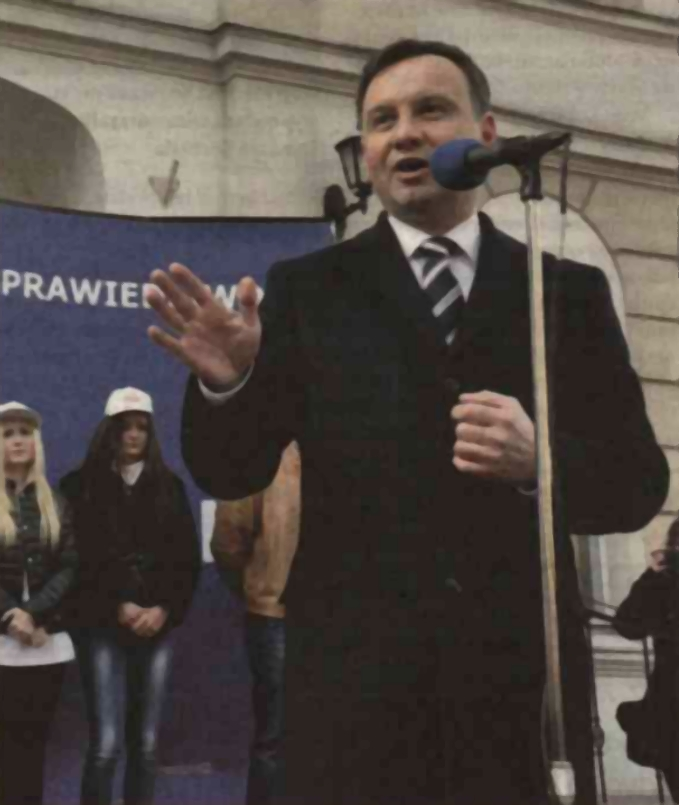
Duda während seines Wahlkampfs in Prudnik

Zu Beginn des Wahlkampfs Anfang 2015 lag Komorowski mit hohen Beliebtheitswerten weit in Führung; ihm stand eine absolute Mehrheit am 10. Mai in Aussicht, was einen zweiten Wahlgang entbehrlich machen würde. In Umfragen folgte ihm mit zweistelligem Abstand in Prozentpunkten Andrzej Duda von der konservativen Partei Recht und Gerechtigkeit. Duda kündigte am Beginn seines Wahlkampfs im Februar 2015 an, das Erbe des 2010 verunglückten damaligen Präsidenten Lech Kaczyński antreten zu wollen und sich für den sozialen Ausgleich einzusetzen, vor allem durch eine Senkung des Rentenalters, sowie einer Anhebung des Steuerfreibetrags auf mindestens 8000 Złoty.
Die Unterstützung für die Kandidatin der größten linken Partei, des Bundes der Demokratischen Linken, Magdalena Ogórek, wurde auf nur etwa fünf bis zehn Prozent der Wähler geschätzt, was auf ihre Unerfahrenheit und Jugend zurückgeführt wurde. Sie wurde von der Presse abgeschirmt und versuchte Aufbruchsstimmung für eine „europäische Generation“ zu wecken, in der sie die Jugend und einen neuen Unternehmergeist verortete. Im Februar 2014 rief sie dazu auf, Russland – dessen Politik sie nicht gutheiße – nicht mehr als Hauptfeind anzusehen, sondern zu einer Zusammenarbeit zurückzufinden; die polnische Regierung der liberalkonservativen Bürgerplattform und der amtierende Präsident Komorowski zählen international zu den schärfsten Kritikern des russischen Präsidenten Putin im Ukrainekrieg seit 2014.
Bis Mitte März gelang es Andrzej Duda, durch überzeugende Auftritte im Town-Hall-Format und durch konkrete politische Zusagen an Boden gut zu machen. Er lag in den Umfragen deutlich verbessert bei bis zu 30 Prozent, während der amtierende Präsident einen unauffälligen, abgehobenen Wahlkampfstil zeigte und in den Umfragen deutlich unter 50, teils sogar unter 40 Prozent rutschte. Deshalb war – bei immer noch guten Aussichten für ihn – eine Stichwahl sehr wahrscheinlich.
Der Amtsinhaber setzte zunehmend auf Themen der nationalen Sicherheits- und der Außenpolitik, vor allem in der angespannten Beziehung zu Russland; die Bevölkerung bezeichnete in Umfragen – ungewöhnlich für eine Präsidentschaftswahl – dieses Politikfeld als das wichtigste. Zusätzlich zur medialen Präsenz bei Großereignissen, wie dem 70. Jahrestag des Kriegsendes 1945 zwei Tage vor der Wahl, besuchte Komorowski den amerikanischen Zerstörer Jason Dunham, verkündete die Anschaffung eigener Patriot-Flugabwehrraketen und hielt eine Rede vor Soldaten an der Grenze zur russischen Exklave Kaliningrad. Sowohl der Wahltermin als auch Komorowskis Auftritte sorgten für Kritik. Sein Hauptkonkurrent Duda schlug noch härtere Töne an und forderte statt einer Unterordnung Polens unter die gemeinsame EU-Außenpolitik eine aggressive regionale Führungsrolle.
Einige der anderen Kandidaten wie Magdalena Ogórek, Adam Jarubas und Janusz Palikot setzten sich für eine weniger konfrontative Politik ein, und Janusz Korwin-Mikke forderte polnische Neutralität statt sich den Vereinigten Staaten anzudienen.
Der Aufstieg des rechtspopulistischen Rockmusikers Paweł Kukiz als unabhängiger Bewerber in den letzten Wochen vor der Wahl auf bis zu 16 Prozent und damit an die dritte Stelle der Kandidaten wurde teils mit dessen weitgehender Ausblendung der Außenpolitik bei einer vom Politikerstreit ermüdeten Jugend erklärt.
Der Ausgang der Stichwahl am 24. Mai 2015 zwischen den beiden Bewerbern mit den meisten Stimmen, Duda und Komorowski, war völlig offen; Umfragen sagten ein Kopf-an-Kopf-Rennen voraus. Da im schlesischen Ort Kowale ein Wähler während der Stimmabgabe gestorben war, wurde die Wahlstille und damit die Bekanntgabe erster Prognosen am 24. Mai bis 22.30 verzögert.

## Meinungsumfragen

### Erster Wahlgang
| Datum             | Institut           | Kandidat             | Kandidat     | Kandidat    | Kandidat            | Kandidat         | Kandidat     | Kandidat       | Kandidat        | Kandidat       | Kandidat   | Beleg  |
| ----------------- | ------------------ | -------------------- | ------------ | ----------- | ------------------- | ---------------- | ------------ | -------------- | --------------- | -------------- | ---------- | ------ |
| Datum             | Institut           |                      |              |             |                     |                  |              |                |                 |                |            | Beleg  |
| Datum             | Institut           | Bronisław Komorowski | Andrzej Duda | Paweł Kukiz | Janusz Korwin-Mikke | Magdalena Ogórek | Adam Jarubas | Janusz Palikot | Marian Kowalski | Grzegorz Braun | Jacek Wilk | Beleg  |
| 10.05 (Exit poll) | IPSOS              | 32,2 %               | 34,8 %       | 20,3 %      | 4,4 %               | 2,4 %            | 1,6 %        | 1,5 %          | 0,8 %           | 1,1 %          | 0,6 %      | [ 32 ] |
| 8. Mai 2015       | ESTYMATOR          | 40 %                 | 29 %         | 16 %        | 4 %                 | 3 %              | 4 %          | 2 %            | 1 %             | 1 %            | 0 %        | [ 33 ] |
| 8. Mai 2015       | IBRiS              | 40,9 %               | 26,6 %       | 15 %        | 3,1 %               | 2,1 %            | 2 %          | 1,6 %          | 0,4 %           | 0,9 %          | 0 %        | [ 34 ] |
| 8. Mai 2015       | TNS Polska         | 35 %                 | 27 %         | 15 %        | 3 %                 | 3 %              | 2 %          | 1 %            | 0 %             | 1 %            | 0 %        | [ 35 ] |
| 8. Mai 2015       | PP/ROBOP           | 39,3 %               | 31,1 %       | 12,2 %      | 5,1 %               | 4,3 %            | 3,9 %        | 1,9 %          | 0,6 %           | 1,3 %          | 0,2 %      | [ 36 ] |
| 7. Mai 2015       | Millward Brown     | 39 %                 | 27 %         | 13 %        | 5 %                 | 4 %              | 2 %          | 3 %            | 0 %             | 1 %            | 0 %        | [ 37 ] |
| 7. Mai 2015       | IBRiS              | 39,7 %               | 29 %         | 14,3 %      | 4,2 %               | 2,4 %            | 3,2 %        | 1,7 %          | 0,7 %           | 0,8 %          | 0 %        | [ 38 ] |
| 1. Mai 2015       | IBRiS              | 39,2 %               | 26,8 %       | 8,2 %       | 5,7 %               | 2,4 %            | 2,6 %        | 1,9 %          | 0,7 %           | 0,4 %          | 0,3 %      | [ 39 ] |
| 1. Mai 2015       | TNS Polska für TVP | 39 %                 | 25 %         | 11 %        | 4 %                 | 4 %              | 2 %          | 2 %            | 0 %             | 0 %            | 0 %        | [ 40 ] |
| 29. April 2015    | Millward Brown     | 42 %                 | 27 %         | 9 %         | 5 %                 | 3 %              | 1 %          | 2 %            | 1 %             | 0 %            | 0 %        | [ 41 ] |
| 26. April 2015    | IBRiS              | 42,3 %               | 29 %         | 7,1 %       | 3,9 %               | 3 %              | 1,7 %        | 1,1 %          | 0,7 %           | 0,4 %          | 0,2 %      | [ 42 ] |
| 24. April 2015    | CBOS               | 43 %                 | 26 %         | 7 %         | 4 %                 | 4 %              | 2 %          | 1 %            | 0 %             | 0 %            | 0 %        | [ 43 ] |
| 24. April 2015    | IBRiS              | 42 %                 | 29 %         | 7,4 %       | 3,5 %               | 2,6 %            | 1,1 %        | 1,4 %          | 0,7 %           | 0,4 %          | 0,3 %      | [ 44 ] |
| 24. April 2015    | PP/ROBOP           | 41,5 %               | 29,8 %       | 8,4 %       | 6,6 %               | 6,1 %            | 4,3 %        | 2,1 %          | 0,4 %           | 0,5 %          | 0,2 %      | [ 45 ] |
| 24. April 2015    | TNS Polska         | 48 %                 | 31 %         | 6 %         | 4 %                 | 6 %              | 3 %          | 1 %            | 0 %             | 0 %            | 0 %        | [ 46 ] |
| 17. April 2015    | ESTYMATOR          | 49 %                 | 29 %         | 5 %         | 4 %                 | 2 %              | 5 %          | 2 %            | 0 %             | 1 %            | 2 %        | [ 47 ] |
| 17. April 2015    | IBRiS              | 41,8 %               | 27,2 %       | 8,2 %       | 4 %                 | 3 %              | 2,2 %        | 2,7 %          | 0,5 %           | 0,4 %          | 0,1 %      | [ 48 ] |
| 17. April 2015    | GfK Polonia        | 41 %                 | 24 %         | 4 %         | 3 %                 | 5 %              | 2 %          | 1 %            | 0,4 %           | 0,4 %          | 0,2 %      | [ 49 ] |
| 15. April 2015    | IBRiS              | 42 %                 | 29,1 %       | 4,8 %       | 4,7 %               | 4,4 %            | 2,8 %        | 2,4 %          | 0 %             | 0 %            | 0,3 %      | [ 50 ] |
| 13. April 2015    | Millward Brown     | 45 %                 | 28 %         | 6 %         | 6 %                 | 4 %              | 2 %          | 2 %            | 0 %             | 0 %            | 0 %        | [ 51 ] |
| 12. April 2015    | TNS Polska für TVP | 46 %                 | 24 %         | 6 %         | 4 %                 | 3 %              | 1 %          | 2 %            | 0 %             | 1 %            | 0 %        | [ 52 ] |
| 10. April 2015    | PP/ROBOP           | 40,9 %               | 32,4 %       | 6,1 %       | 4,6 %               | 6,3 %            | 5,1 %        | 2 %            | 0,9 %           | 1,4 %          | 0,2 %      | [ 53 ] |
| 10. April 2015    | IBRiS              | 40,4 %               | 30,6 %       | 3,6 %       | 3,9 %               | 4,6 %            | 3,8 %        | 2,7 %          | 0,4 %           | 0,7 %          | 0 %        | [ 53 ] |
| 30. März 2015     | IBRiS              | 40,7 %               | 26,6 %       | 3,3 %       | 4,8 %               | 4,9 %            | 5,1 %        | 2,7 %          | 0,4 %           | 0,4 %          | 0 %        | [ 54 ] |
| 30. März 2015     | Millward Brown     | 42 %                 | 26 %         | 4 %         | 6 %                 | 7 %              | 2 %          | 3 %            | 1 %             | 0 %            | 0 %        | [ 55 ] |
| 23. März 2015     | TNS Polska         | 41 %                 | 24 %         | 2 %         | 2 %                 | 6 %              | 2 %          | 1 %            | 0 %             | 0 %            | 0 %        | [ 56 ] |
| 20. März 2015     | CBOS               | 48 %                 | 20 %         | 2 %         | 4 %                 | 2 %              | 1 %          | 1 %            | 0 %             | 0 %            | 0 %        | [ 57 ] |
| 20. März 2015     | ESTYMATOR          | 51 %                 | 26 %         | 7 %         | 4 %                 | 4 %              | 4 %          | 2 %            | 0 %             | 0 %            | 0 %        | [ 58 ] |
| 19. März 2015     | GfK Polonia        | 48 %                 | 23 %         | 1 %         | 2 %                 | 3 %              | 2 %          | 1 %            | 0,6 %           | 0,3 %          | 0 %        | [ 59 ] |
| 17. März 2015     | CBOS               | 52 %                 | 19 %         | 2 %         | 1 %                 | 3 %              | 1 %          | 2 %            | 0 %             | 0 %            | 0 %        | [ 60 ] |
| 16. März 2015     | Millward Brown     | 46 %                 | 31 %         | 5 %         | 4 %                 | 4 %              | 1 %          | 4 %            | 1 %             | 0 %            | 0 %        | [ 61 ] |
| 15. März 2015     | TNS Polska für TVP | 45 %                 | 27 %         | 2 %         | 4 %                 | 5 %              | 1 %          | 1 %            | 0 %             | 0 %            | 0 %        | [ 62 ] |
| 3. März 2015      | IPSOS              | 49,7 %               | 28 %         | 3,5 %       | 3,8 %               | 5,7 %            | 2 %          | 1,4 %          | 0,7 %           | 0 %            | 0,3 %      | [ 63 ] |
| 2. März 2015      | Millward Brown     | 46 %                 | 27 %         | 4 %         | 4 %                 | 8 %              | 3 %          | 2 %            | 1 %             | 0 %            | 0 %        | [ 64 ] |
| 2. März 2015      | IBRiS              | 49 %                 | 26 %         | 3 %         | 3 %                 | 4 %              | 3 %          | 2 %            | 1 %             | 0 %            | 0 %        | [ 65 ] |
| 2.–8. März 2015   | PPW                | 48 %                 | 28 %         | 4 %         | 4 %                 | 3 %              | 2 %          | 7 %            | 1 %             | 0 %            | 0 %        | [ 66 ] |
| Durchschnitt      | Durchschnitt       | 43,53 %              | 27,12 %      | 6,75 %      | 4,05 %              | 4,05 %           | 2,51 %       | 2,02 %         | 0,4 %           | 0,38 %         | 0,12 %     |        |

### Zweiter Wahlgang
| Datum             | Institut          | Kandidat               | Kandidat                   | Unentschlossen | Beleg  |
| ----------------- | ----------------- | ---------------------- | -------------------------- | -------------- | ------ |
| Datum             | Institut          |                        |                            | Unentschlossen | Beleg  |
| Datum             | Institut          | Andrzej Sebastian Duda | Bronisław Maria Komorowski | Unentschlossen | Beleg  |
| 24.05 (Late poll) | IPSOS             | 52,0 %                 | 48,0 %                     | —              | [ 67 ] |
| 24.05 (Exit poll) | IPSOS             | 53,0 %                 | 47,0 %                     | —              | [ 68 ] |
| 22. Mai 2015      | IBRiS             | 46 %                   | 46,7 %                     | 7 %            | [ 69 ] |
| 22. Mai 2015      | Millward Brown    | 45,8 %                 | 45,3 %                     | 8,9 %          | [ 70 ] |
| 22. Mai 2015      | ESTYMATOR         | 49,5 %                 | 50,5 %                     | -              | [ 71 ] |
| 22. Mai 2015      | TNS Polska        | 43 %                   | 45 %                       | 12 %           | [ 66 ] |
| 22. Mai 2015      | POLSKA PRESS/OBOP | 51 %                   | 49 %                       | -              | [ 72 ] |
| 22. Mai 2015      | IBRiS             | 44,5 %                 | 45,5 %                     | 10,0 %         | [ 73 ] |
| 21. Mai 2015      | CBOS              | 48 %                   | 44 %                       | 5 %            | [ 74 ] |
| 21. Mai 2015      | IBRiS             | 47 %                   | 47,3 %                     | 5,7 %          | [ 75 ] |
| 20. Mai 2015      | Millward Brown    | 45 %                   | 47 %                       | 8 %            | [ 76 ] |
| 19. Mai 2015      | ESTYMATOR         | 52 %                   | 48 %                       | -              | [ 77 ] |
| 18. Mai 2015      | Millward Brown    | 44 %                   | 47 %                       | 9 %            | [ 78 ] |
| 16. Mai 2015      | ESTYMATOR         | 54 %                   | 46 %                       | -              | [ 79 ] |
| 15. Mai 2015      | IBRiS             | 48 %                   | 43,2 %                     | 6,9 %          | [ 80 ] |
| 14. Mai 2015      | Millward Brown    | 44 %                   | 40 %                       | 16 %           | [ 81 ] |

## Ergebnisse

### Wahlbeteiligung
Der Anteil der Wahlberechtigten, die zur Wahl gingen, war wie folgt:
| 1. Wahlgang | 1. Wahlgang     | 1. Wahlgang        | 2. Wahlgang | 2. Wahlgang     | 2. Wahlgang        |
| Zeitraum    | Wahlbeteiligung | Abgegebene Stimmen | Zeitraum    | Wahlbeteiligung | Abgegebene Stimmen |
| ----------- | --------------- | ------------------ | ----------- | --------------- | ------------------ |
| 7.00–12.00  | 14,61 %         | 4.408.602          | 7.00–12.00  | 17,40 %         | 5.219.534          |
| 7.00–17.00  | 34,41 %         | 10.401.799         | 7.00–17.00  | 40,51 %         | 12.194.358         |
| 7.00–21.00  | 48,96 %         | 15.023.886         | 7.00–22.30  | 55,34 %         | 16.993.169         |

### Amtliches Endergebnis

Ergebnisse des 1. Wahlgangs in einzelnen Powiats

Ergebnisse des 2. Wahlgangs in einzelnen Powiats

| Kandidaten                        | Kandidaten           | Parteien                     | 1. Wahlgang | 1. Wahlgang | 2. Wahlgang | 2. Wahlgang |
| Kandidaten                        | Kandidaten           | Parteien                     | Stimmen     | %           | Stimmen     | %           |
| --------------------------------- | -------------------- | ---------------------------- | ----------- | ----------- | ----------- | ----------- |
|                                   | Andrzej Duda         | Prawo i Sprawiedliwość       | 5.179.092   | 34,8        | 8.630.627   | 51,5        |
|                                   | Bronisław Komorowski | Platforma Obywatelska        | 5.031.060   | 33,8        | 8.112.311   | 48,5        |
|                                   | Paweł Kukiz          | Parteilos                    | 3.099.079   | 20,8        |             |             |
|                                   | Janusz Korwin-Mikke  | KORWiN                       | 486.084     | 3,3         |             |             |
|                                   | Magdalena Ogórek     | Sojusz Lewicy Demokratycznej | 353.883     | 2,4         |             |             |
|                                   | Adam Jarubas         | Polskie Stronnictwo Ludowe   | 238.761     | 1,6         |             |             |
|                                   | Janusz Palikot       | Twój Ruch                    | 211.242     | 1,4         |             |             |
|                                   | Grzegorz Braun       | Parteilos                    | 124.132     | 0,8         |             |             |
|                                   | Marian Kowalski      | Ruch Narodowy                | 77.630      | 0,5         |             |             |
|                                   | Jacek Wilk           | Kongres Nowej Prawicy        | 68.186      | 0,5         |             |             |
|                                   | Paweł Tanajno        | Demokracja Bezpośrednia      | 29.785      | 0,2         |             |             |
| Gesamt                            | Gesamt               | Gesamt                       | 14.898.934  | 100         | 16.742.938  | 100         |
|                                   |                      |                              |             |             |             |             |
| Ungültige Stimmen                 | Ungültige Stimmen    | Ungültige Stimmen            | 124.952     | 0,8         | 250.231     | 1,5         |
| Wähler                            | Wähler               | Wähler                       | 15.023.886  | 49,0        | 16.993.169  | 55,3        |
| Wahlberechtigte                   | Wahlberechtigte      | Wahlberechtigte              | 30.688.570  |             | 30.709.281  |             |
|                                   |                      |                              |             |             |             |             |
| Quelle: Staatliche Wahlkommission |                      |                              |             |             |             |             |

### Votum der Auslandspolen

Mehrheiten bei den Auslandspolen nach Ländern. Zu beachten sind die deutlich unterschiedlichen Zahlen der Abstimmenden. Nur in wenigen Ländern stimmten mehr als 1.000 Personen ab (siehe nebenstehende Tabelle).

Auch polnische Staatsbürger im Ausland waren wahlberechtigt. Insgesamt wurden im zweiten Wahlgang 158.395 gültige Stimmen durch Auslandspolen abgegeben. 88.598 (55,9 %) stimmten dabei für Duda und 69.797 (44,1 %) für Komorowski. Bemerkenswert war das deutlich unterschiedliche Wahlverhalten in einzelnen Ländern. Die Polen in den Vereinigten Staaten und Kanada stimmten, wie auch schon bei vorangegangenen Wahlen, deutlich national-konservativer ab.
| Land                   | Abgegebene, gültige Stimmen | Duda    | Duda       | Komorowski | Komorowski |
| Land                   | Abgegebene, gültige Stimmen | Stimmen | in Prozent | Stimmen    | in Prozent |
| ---------------------- | --------------------------- | ------- | ---------- | ---------- | ---------- |
| Vereinigtes Königreich | 46.385                      | 26.781  | 57,74 %    | 19.604     | 42,26 %    |
| Vereinigte Staaten     | 22.975                      | 18.583  | 80,88 %    | 4.392      | 19,12 %    |
| Deutschland            | 16.628                      | 7.802   | 46,92 %    | 8.826      | 53,08 %    |
| Irland                 | 8.928                       | 4.855   | 54,38 %    | 4.073      | 45,62 %    |
| Frankreich             | 8.280                       | 4.354   | 52,58 %    | 3.926      | 47,42 %    |
| Belgien                | 7.175                       | 2.890   | 40,28 %    | 4.285      | 59,72 %    |
| Norwegen               | 6.534                       | 3.739   | 57,22 %    | 2.795      | 42,78 %    |
| Niederlande            | 4.652                       | 2.055   | 44,17 %    | 2.597      | 55,83 %    |
| Kanada                 | 4.546                       | 3.516   | 77,34 %    | 1.030      | 22,66 %    |
| Schweden               | 3.981                       | 1.803   | 45,29 %    | 2.178      | 54,71 %    |
| Österreich             | 3.384                       | 1.712   | 50,59 %    | 1.672      | 49,41 %    |
| Italien                | 2.983                       | 1.697   | 56,89 %    | 1.286      | 43,11 %    |
| Spanien                | 2.597                       | 868     | 33,42 %    | 1.729      | 66,58 %    |
| Schweiz                | 2.255                       | 990     | 43,90 %    | 1.265      | 56,10 %    |
| Dänemark               | 2.076                       | 941     | 45,33 %    | 1.135      | 54,67 %    |
| Tschechien             | 1.211                       | 403     | 33,28 %    | 808        | 66,72 %    |
| Australien             | 1.124                       | 673     | 59,88 %    | 451        | 40,12 %    |
| Ukraine                | 900                         | 483     | 53,67 %    | 417        | 46,33 %    |
| Luxemburg              | 816                         | 261     | 31,99 %    | 555        | 68,01 %    |

† Diese 20 Staaten umfassten 93 % aller abgegebenen Auslandsstimmen.

### Ergebnisse nach Woiwodschaft

#### Erster Wahlgang
| Woiwodschaften                                                 | Wahl- beteiligung | Wahl- beteiligung | Andrzej Duda | Andrzej Duda | Bronisław Komorowski | Bronisław Komorowski | Paweł Kukiz | Paweł Kukiz | Janusz Korwin-Mikke | Janusz Korwin-Mikke | Magdalena Ogórek | Magdalena Ogórek | Adam Jarubas | Adam Jarubas | Janusz Palikot | Janusz Palikot | Grzegorz Braun | Grzegorz Braun | Marian Kowalski | Marian Kowalski | Jacek Wilk | Jacek Wilk | Paweł Tanajno | Paweł Tanajno |
| Woiwodschaften                                                 | Anzahl            | %                 | Anzahl       | %            | Anzahl               | %                    | Anzahl      | %           | Anzahl              | %                   | Anzahl           | %                | Anzahl       | %            | Anzahl         | %              | Anzahl         | %              | Anzahl          | %               | Anzahl     | %          | Anzahl        | %             |
| -------------------------------------------------------------- | ----------------- | ----------------- | ------------ | ------------ | -------------------- | -------------------- | ----------- | ----------- | ------------------- | ------------------- | ---------------- | ---------------- | ------------ | ------------ | -------------- | -------------- | -------------- | -------------- | --------------- | --------------- | ---------- | ---------- | ------------- | ------------- |
| Niederschlesien                                                | 1.102.460         | 47,56             | 329.350      | 30,13        | 413.593              | 37,84                | 240.258     | 21,98       | 35.184              | 3,22                | 26.588           | 2,43             | 9673         | 0,88         | 17.513         | 1,60           | 8936           | 0,82           | 4651            | 0,43            | 5045       | 0,46       | 2345          | 0,21          |
| Kujawien-Pommern                                               | 729.883           | 44,46             | 215.995      | 29,83        | 284.216              | 39,26                | 148.273     | 20,48       | 21.741              | 3,00                | 21.119           | 2,92             | 9846         | 1,36         | 10.731         | 1,48           | 4378           | 0,60           | 3290            | 0,45            | 3226       | 0,45       | 1207          | 0,17          |
| Lublin                                                         | 843.359           | 48,56             | 367.389      | 43,91        | 190.065              | 22,72                | 177.679     | 21,24       | 26.050              | 3,11                | 17.663           | 2,11             | 20.935       | 2,50         | 14.283         | 1,71           | 8880           | 1,06           | 8808            | 1,05            | 3698       | 0,44       | 1241          | 0,15          |
| Lebus                                                          | 348.968           | 43,37             | 92.488       | 26,74        | 143.734              | 41,55                | 71.831      | 20,76       | 11.972              | 3,46                | 10.380           | 3,00             | 3908         | 1,13         | 5571           | 1,61           | 2341           | 0,68           | 1634            | 0,47            | 1488       | 0,43       | 590           | 0,17          |
| Łódź                                                           | 1.005.027         | 49,72             | 362.914      | 36,42        | 321.409              | 32,25                | 206.606     | 20,73       | 30.134              | 3,02                | 26.827           | 2,69             | 15.062       | 1,51         | 14.254         | 1,43           | 7310           | 0,73           | 5218            | 0,52            | 4908       | 0,49       | 1954          | 0,20          |
| Kleinpolen                                                     | 1.382.632         | 52,16             | 606.824      | 44,23        | 374.793              | 27,32                | 257.956     | 18,80       | 50.925              | 3,71                | 24.788           | 1,81             | 15.519       | 1,13         | 14.050         | 1,02           | 12.654         | 0,92           | 5841            | 0,43            | 5932       | 0,43       | 2573          | 0,19          |
| Masowien                                                       | 2.411.208         | 54,91             | 860.985      | 36,03        | 783.155              | 32,78                | 486.707     | 20,37       | 80.260              | 3,36                | 49.101           | 2,05             | 30.001       | 1,26         | 38.792         | 1,62           | 26.825         | 1,12           | 13.384          | 0,56            | 12.996     | 0,54       | 7260          | 0,30          |
| Oppeln                                                         | 345.494           | 42,54             | 88.653       | 25,88        | 129.264              | 37,74                | 95.494      | 27,88       | 9623                | 2,81                | 7436             | 2,17             | 2891         | 0,84         | 3878           | 1,13           | 2429           | 0,71           | 1171            | 0,34            | 1277       | 0,37       | 429           | 0,13          |
| Karpatenvorland                                                | 842.713           | 49,54             | 419.352      | 50,09        | 170.962              | 20,42                | 167.643     | 20,02       | 27.396              | 3,27                | 15.402           | 1,84             | 11.776       | 1,41         | 6913           | 0,83           | 8132           | 0,97           | 5900            | 0,70            | 2858       | 0,34       | 891           | 0,11          |
| Podlachien                                                     | 446.375           | 46,88             | 180.155      | 40,68        | 122.837              | 27,74                | 90.243      | 20,38       | 16.489              | 3,72                | 11.816           | 2,67             | 6390         | 1,44         | 5131           | 1,16           | 4340           | 0,98           | 3029            | 0,68            | 1794       | 0,41       | 623           | 0,14          |
| Pommern                                                        | 886.720           | 50,11             | 243.691      | 27,73        | 378.940              | 43,12                | 170.259     | 19,37       | 28.072              | 3,19                | 19.575           | 2,23             | 7080         | 0,81         | 13.062         | 1,49           | 6919           | 0,79           | 4302            | 0,49            | 4674       | 0,53       | 2189          | 0,25          |
| Schlesien                                                      | 1.816.714         | 49,87             | 565.779      | 31,40        | 635.262              | 35,25                | 425.116     | 23,29       | 58.286              | 3,23                | 46.462           | 2,58             | 13.975       | 0,78         | 25.728         | 1,43           | 12.946         | 0,72           | 7218            | 0,40            | 7984       | 0,44       | 3324          | 0,18          |
| Heiligkreuz                                                    | 479.670           | 46,33             | 181.398      | 38,10        | 106.453              | 22,36                | 88.525      | 18,60       | 14.688              | 3,09                | 10.287           | 2,16             | 61.908       | 13,00        | 5141           | 1,08           | 2987           | 0,63           | 2419            | 0,51            | 1696       | 0,36       | 559           | 0,12          |
| Ermland-Masuren                                                | 480.066           | 42,03             | 139.859      | 29,39        | 187.425              | 39,39                | 98.108      | 20,62       | 16.588              | 3,49                | 12.456           | 2,62             | 5971         | 1,25         | 6564           | 1,38           | 3430           | 0,72           | 2606            | 0,55            | 2037       | 0,43       | 762           | 0,16          |
| Großpolen                                                      | 1.303.353         | 47,92             | 369.448      | 28,60        | 539.699              | 41,78                | 247.177     | 19,13       | 38.897              | 3,01                | 37.293           | 2,89             | 17.767       | 1,38         | 19.050         | 1,47           | 8097           | 0,63           | 5504            | 0,43            | 6105       | 0,47       | 2825          | 0,22          |
| Westpommern                                                    | 599.244           | 44,44             | 154.812      | 26,06        | 249.253              | 41,96                | 127.204     | 21,41       | 19.779              | 3,33                | 16.690           | 2,81             | 6059         | 1,02         | 10.581         | 1,78           | 3528           | 0,59           | 2655            | 0,45            | 2468       | 0,42       | 1013          | 0,17          |
| Gesamt                                                         | 15.023.886        | 48,96             | 5.179.092    | 34,76        | 5.031.060            | 33,77                | 3.099.079   | 20,80       | 486.084             | 3,26                | 353.883          | 2,38             | 238.761      | 1,60         | 211.242        | 1,42           | 124.132        | 0,83           | 77.630          | 0,52            | 68.186     | 0,46       | 29.785        | 0,20          |
| Quelle: Staatliche Wahlkommission (Państwowa Komisja Wyborcza) |                   |                   |              |              |                      |                      |             |             |                     |                     |                  |                  |              |              |                |                |                |                |                 |                 |            |            |               |               |

#### Zweiter Wahlgang
| Niederschlesien                                                | 1.235.235  | 53,28 | 554.269   | 45,46 | 662.381   | 54,44 |
| Kujawien-Pommern                                               | 366.053    | 43,51 | 215.995   | 29,83 | 475.177   | 56,49 |
| Lublin                                                         | 614.512    | 66,37 | 367.389   | 43,91 | 311.377   | 33,63 |
| Lebus                                                          | 396.255    | 49,41 | 155.481   | 39,84 | 234.764   | 60,16 |
| Łódź                                                           | 1.149.442  | 56,98 | 608.325   | 53,74 | 523.359   | 46,25 |
| Kleinpolen                                                     | 1.559.331  | 58,88 | 955.102   | 62,09 | 583.182   | 37,91 |
| Masowien                                                       | 2.744.735  | 61,58 | 1.448.847 | 53,57 | 1.255.756 | 46,43 |
| Oppeln                                                         | 383.019    | 47,27 | 159.545   | 42,33 | 217.370   | 57,67 |
| Karpatenvorland                                                | 943.411    | 55,65 | 665.377   | 71,33 | 266.656   | 28,61 |
| Podlachien                                                     | 1.004.730  | 52,49 | 290.681   | 59,31 | 199.412   | 40,69 |
| Pommern                                                        | 2.002.668  | 56,72 | 397.943   | 40,22 | 591.373   | 59,78 |
| Schlesien                                                      | 2.002.668  | 55,13 | 961.706   | 48,80 | 1.008.849 | 51,20 |
| Heiligkreuz                                                    | 539.211    | 52,25 | 328.202   | 61,74 | 203.376   | 38,26 |
| Ermland-Masuren                                                | 548.242    | 48,09 | 236.314   | 43,76 | 303.754   | 56,24 |
| Großpolen                                                      | 1.506.943  | 55,46 | 617.184   | 41,57 | 867.404   | 58,43 |
| Westpommern                                                    | 689.986    | 51,05 | 271.086   | 39,91 | 408.121   | 60,09 |
| Gesamt                                                         | 16.993.169 | 55,34 | 8.630.627 | 51,55 | 8.112.311 | 48,45 |
| Quelle: Staatliche Wahlkommission (Państwowa Komisja Wyborcza) |            |       |           |       |           |       |